# Hugo Ekitike
Hugo Ekitike (ur. 20 czerwca 2002 w Reims) – francuski piłkarz kameruńskiego pochodzenia występujący na pozycji napastnika w angielskim klubie Liverpool oraz w reprezentacji Francji do lat 21.

## Kariera klubowa
12 lipca 2020 roku Ekitike podpisał swój pierwszy profesjonalny kontrakt z Reims. Zadebiutował w seniorskiej drużynie w przegranej 3-1 Ligue 1 z Lorient 17 października 2020 r.. 29 stycznia 2021 r. Ekitike dołączył do duńskiego klubu Vejle BK na wypożyczenie na resztę sezonu.
26 września 2021 roku Ekitike strzelił drugą i trzecią bramkę Reims w wygranym 3:1 meczu z Nantes, wchodząc jako rezerwowy. W oknie transferowym ze stycznia 2022 r. Ekitike odrzucił potencjalny transfer do Newcastle United. Prezydent Reims Jean-Pierre Caillot przyznał, że klub otrzymał „bardzo dobre oferty” dla Ekitike, ale powtórzył, że „jest jeszcze kawałek historii do wspólnego napisania”.

## Statystyki kariery klubowej
(aktualne na dzień 2 kwietnia 2023)
| Klub                       | Sezon              | Liga                   | Liga  | Liga   | Puchar kraju | Puchar kraju | Europa | Europa | Inne  | Inne   | Suma  | Suma   |
| Klub                       | Sezon              | Liga                   | Mecze | Bramki | Mecze        | Bramki       | Mecze  | Bramki | Mecze | Bramki | Mecze | Bramki |
| -------------------------- | ------------------ | ---------------------- | ----- | ------ | ------------ | ------------ | ------ | ------ | ----- | ------ | ----- | ------ |
| Reims II                   | 2019/2020          | Championnat National 2 | 12    | 5      | —            | —            | —      | —      | —     | —      | 12    | 5      |
| Reims II                   | 2020/2021          | Championnat National 2 | 2     | 1      | —            | —            | —      | —      | —     | —      | 2     | 1      |
| Reims II                   | 2021/2022          | Championnat National 2 | 1     | 0      | —            | —            | —      | —      | —     | —      | 1     | 0      |
| Reims II                   | Łącznie            | Łącznie                | 15    | 6      | —            | —            | —      | —      | —     | —      | 15    | 6      |
| Reims                      | 2020/2021          | Ligue 1                | 2     | 0      | 0            | 0            | 0      | 0      | —     | —      | 2     | 0      |
| Reims                      | 2021/2022          | Ligue 1                | 24    | 10     | 2            | 1            | —      | —      | —     | —      | 26    | 11     |
| Reims                      | Łącznie            | Łącznie                | 26    | 10     | 2            | 1            | 0      | 0      | —     | —      | 28    | 11     |
| Vejle BK (wyp.)            | 2020/2021          | Superligaen            | 11    | 3      | 0            | 0            | —      | —      | —     | —      | 11    | 3      |
| Paris Saint-Germain (wyp.) | 2022/2023          | Ligue 1                | 20    | 3      | 3            | 1            | 4      | 0      | 0     | 0      | 27    | 4      |
| Łącznie w karierze         | Łącznie w karierze | Łącznie w karierze     | 72    | 22     | 5            | 2            | 4      | 0      | 0     | 0      | 81    | 24     |